# Juan de Ayala

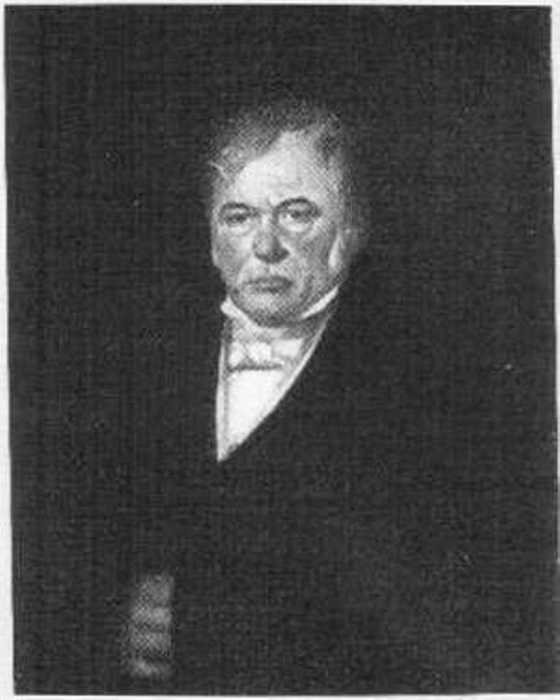
Fotografía de Juan Manuel de Ayala

Juan Manuel de Ayala (Osuna, provincia de Sevilla, 28 de diciembre de 1745-30 de diciembre de 1797) fue un oficial de la marina española que participó en la flota que al mando de Bruno de Heceta exploró en 1775 la costa del océano Pacífico de la zona norte de la Alta California (actualmente Estados Unidos y Canadá), enviado por el virrey de Nueva España para afirmar la soberanía española en respuesta a los rumores sobre que habría asentamientos rusos allí. En ese vaje, Ayala y su tripulación del San Carlos fueron los primeros europeos conocidos en haber entrado en la bahía de San Francisco.

## Biografía
Juan Manuel de Ayala entró en la marina española el 19 de septiembre de 1760, y ascendió hasta el grado de capitán en 1782. Se retiró (recibiendo la paga completa debido a sus logros en California) el 14 de marzo de 1785.
A principios de la década de 1770, las autoridades españolas ordenaron la exploración de la costa norte de California para «comprobar si hay asentamientos rusos en la costa de California y para examinar el puerto de San Francisco». Fernando Rivera y Moncada había indicado la posibilidad de realizar una misión en lo que ahora es San Francisco y ya se había enviado una expedición por tierra para establecer la soberanía española sobre esta área bajo el mando de Juan Bautista de Anza. Ayala, teniente por aquella época, fue uno de los elegidos para la expedición naval.
Ayala llegó a Veracruz en agosto de 1774 y marchó hacia la Ciudad de México para recibir órdenes del virrey, frey Antonio María de Bucareli y Ursúa. Bucareli le envió a San Blas donde tomó el mando de la goleta Sonora, que formaba parte de una flota a las órdenes del general Bruno de Heceta (que mandaba la fragata Santiago). La flota partió de San Blas a principios de 1775. Sin embargo, cuando acababan de abandonar San Blas, el comandante del paquebote San Carlos, Miguel Manrique, se puso enfermo, si bien algunas fuentes dicen que se volvió loco. A Ayala se le ordenó que tomara el mando de esta nave, volvería a San Blas a dejar al desafortunado Manrique y regresara a la flota, a la que alcanzó al cabo de unos pocos días. 
Ayala fue designado para pasar a través del estrecho y explorar las tierras que había mientras las naves Santiago y Sonora continuaban hacia el norte. El San Carlos cargó víveres en Monterey, California, que dejó el 26 de julio y luego prosiguió hacia el norte. Ayala pasó a través de lo que ahora se conoce como Golden Gate el 5 de agosto de 1775 con alguna dificultad y mucho cuidado a causa de las mareas. Intentaron anclar en varias ocasiones, haciéndolo finalmente frente a la isla Ángel (en el centro de la bahía de San Francisco), pero no consiguió contactar con el grupo dirigido por Anza. El San Carlos permaneció en la bahía hasta el 18 de septiembre, volviendo a San Blas vía Monterrey.
El informe de Ayala al virrey incluía información detallada sobre la geografía de la bahía, destacando sus ventajas como puerto (especialmente «la ausencia de las molestas nieblas que ocurren diariamente en Monterrey, porque la niebla en San Francisco apenas alcanza la entrada del puerto y una vez en el interior el tiempo es despejado», así como la amabilidad de los nativos de la zona).